# Ludwigshafen-Gartenstadt

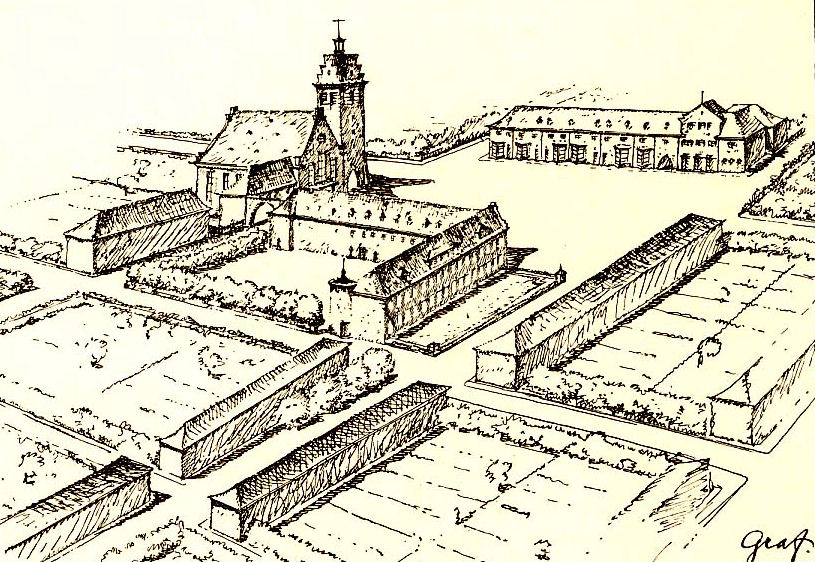
Städtebaulicher Entwurf für Gartenstadt-Hochfeld: Schule, Platz und Kirche

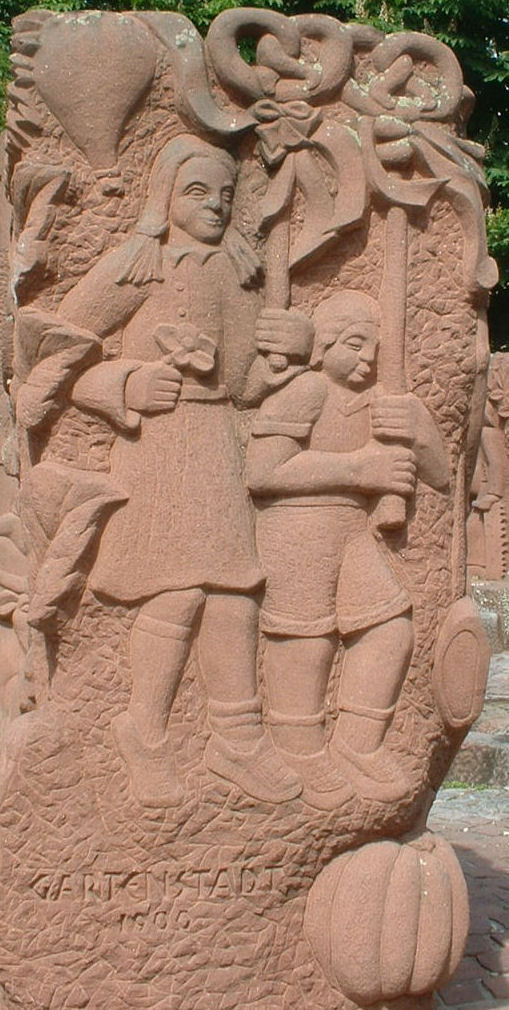
Gartenstadt auf dem Stadtteilbrunnen

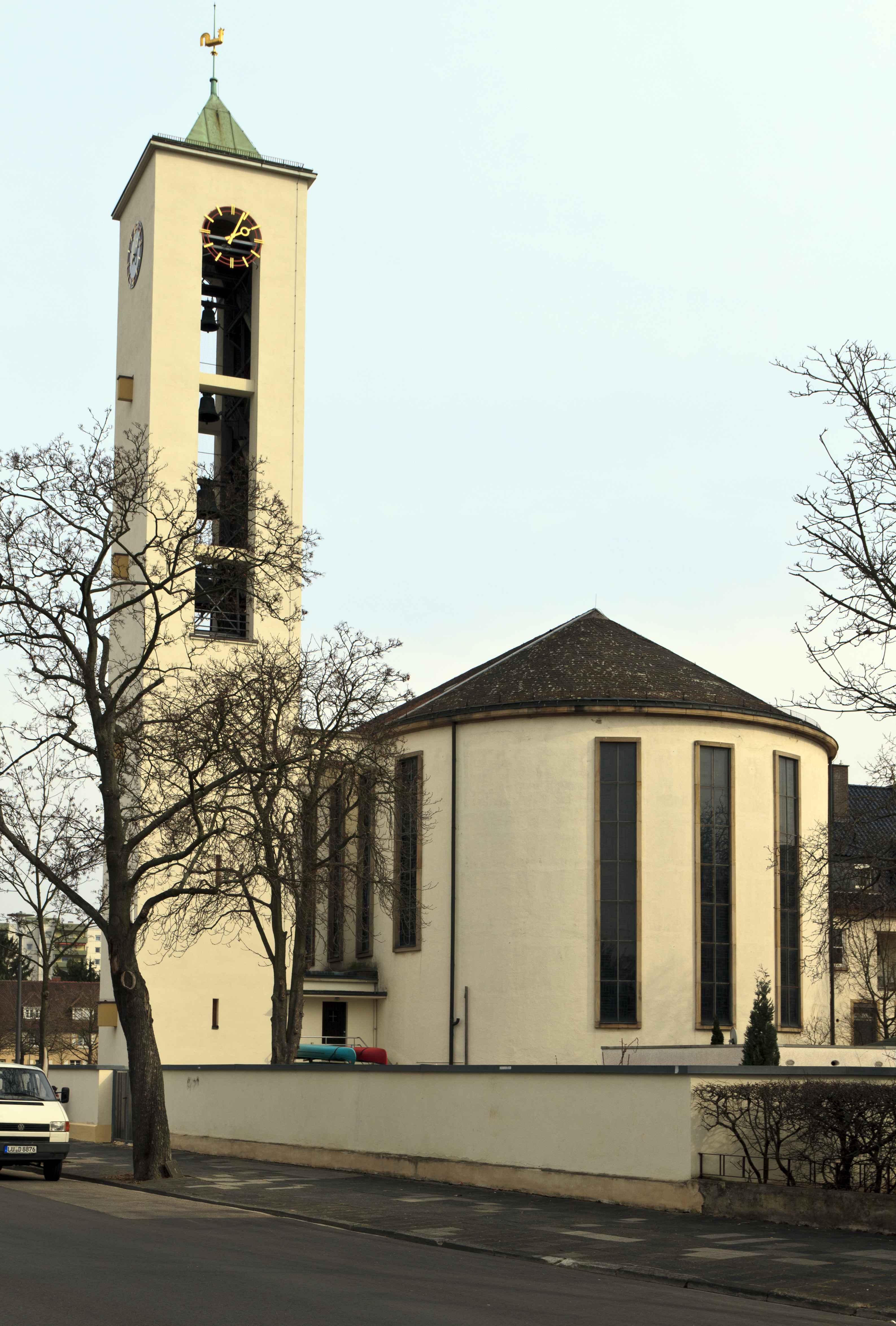
Evangelische Erlöserkirche in der Gartenstadt

Die Gartenstadt ist einer der zehn Ortsbezirke der Stadt Ludwigshafen am Rhein. Sie wurde von 16 Bürgern initiiert, die am 1. Dezember 1909 die Baugenossenschaft Gartenstadt Ludwigshafen eGmbH gründeten. Diese Genossenschaft war Mitglied der Deutschen Gartenstadtgesellschaft, deren Ziel ein neuer Stadttypus außerhalb der Mietskasernen war.
Die Genossenschafter – Fabrikarbeiter und Handwerker – wollten sich selbst um die Wohnungsfrage kümmern, da wie die meisten Städte im Kaiserreich auch Ludwigshafen, seit 15. April 1853 Gemeinde und am 8. November 1859 zur Stadt erhoben, wenig Neigung zeigte, sich dieser Aufgabe zu widmen. Bis 1906 wurde noch nicht einmal Wohnungspolitik betrieben. Ein Wohnungsamt wurde erst 1913 eingerichtet.

## Was ist eine Gartenstadt?
In der Pfälzischen Post vom 14. September 1909 beschrieb Carl Eicher seinen Plan, eine „Bewegung auf dem Gebiet der Wohnungsreform“ ins Leben zu rufen. Er zitierte darin aus den Statuten der Deutschen Gartenstadtgesellschaft:
„Eine Gartenstadt ist eine planmäßig gestaltete Siedlung auf wohlfeilem Gelände, das dauernd im Obereigentum der Gemeinschaft gehalten wird, derart, dass jede Spekulation mit dem Grund und Boden unmöglich ist. Sie ist ein neuer Stadttypus...“
Im General-Anzeiger konkretisierte Carl Eicher seine Vorstellungen und schilderte die Bemühungen in anderen Städten und verwies auf Erbbaurecht und Anteilscheine. Seine Forderung lautete:
„Die Gartenstadt soll kein Privatunternehmen sein, sie wird verwirklicht durch Zusammenschluss möglichst vieler ideal veranlagter Menschen.“

## Gründungsversammlung der Gartenstadtgesellschaft
Die Gründungsversammlung fand am 1. Oktober 1909 im „Saalbau Haßler“ statt. Im General-Anzeiger war darüber zu lesen:
„Die Gartenstadtgenossenschaft hat den Zweck, größere Grundstücke in der Umgebung der Stadt zu erwerben, dieselben zu erschließen und auf denselben den Mitgliedern gesunde, schöne und billige Einfamilienhäuser in Gärten gelegen, zu erbauen. Ferner soll die Genossenschaft dazu dienen, eine Verbilligung, Verbesserung und Geschmacksbildung im Wohnungswesen herbeizuführen.“
Der erste Vorstand bildeten der Drehermeister Carl Gärtner, der Fabrikarbeiter Carl Martin und der Kaufmann Carl Eicher. Der Aufsichtsrat bestand aus August Delith (Vorsitzender), Alfred Schreiber (Stellvertreter), Anton Kaicher (Schriftführer), Josef Mayer, Johannes Jakobsen, Gottlob Diener, Paul Koller, August Wenz und Markus Schreiner.
Jedes Mitglied musste einen Geschäftsanteil über 200 Mark erwerben, der entweder durch eine einmalige Zahlung oder auf Raten von mindestens 3 Mark monatlich beglichen werden konnte. Sobald der Anteil voll entrichtet war, hatte das Mitglied einen Anspruch auf Erbauung eines Hauses.
Zum Vergleich: Ein Arbeiter hatte um 1900 ein Jahreseinkommen von rund 800 Mark. Daran ist zu erkennen, wie wichtig die Baugenossenschaft damals war. Mit eigenen Mitteln hätte ein Arbeiter das Ziel eines eigenen Hauses mit Garten nie erreichen können. Dennoch war der Zuspruch zunächst nicht so groß. Die Mehrzahl der Arbeiter stand der Sache skeptisch gegenüber, zumal Gewerkschaftskartell und Sozialdemokraten eine abwartende Haltung einnahmen.
Die Pfälzische Post berichtete unter dem Titel „Die Gartenstadtgenossenschaft - eine Genossenschaft für Bemittelte“ über eine Versammlung der Sozialdemokraten in Friesenheim, auf der der Geschäftsführer des Konsumvereins, Valentin Liebmann, über Ursachen und Folgen der Wohnungsnot referierte. Grund des Anstoßes war § 2 der Satzung, in dem vom Verkauf der Häuser die Rede ist. „Häuser wieder an neue Eigentümer zu verkaufen, wirke nicht gegen die Wohnungsnot, sondern schaffe nur vorübergehend Linderung“, so Valentin Liebmann. Liebmann trat allerdings im Frühjahr 1910 selbst in die Baugenossenschaft ein und wurde sogleich Ende des Jahres in den Aufsichtsrat gewählt. Bereits bei der ersten Generalversammlung am 2. April 1910 zählte die Genossenschaft 81 Mitglieder. Vorstand und Aufsichtsrat wurden neu organisiert.

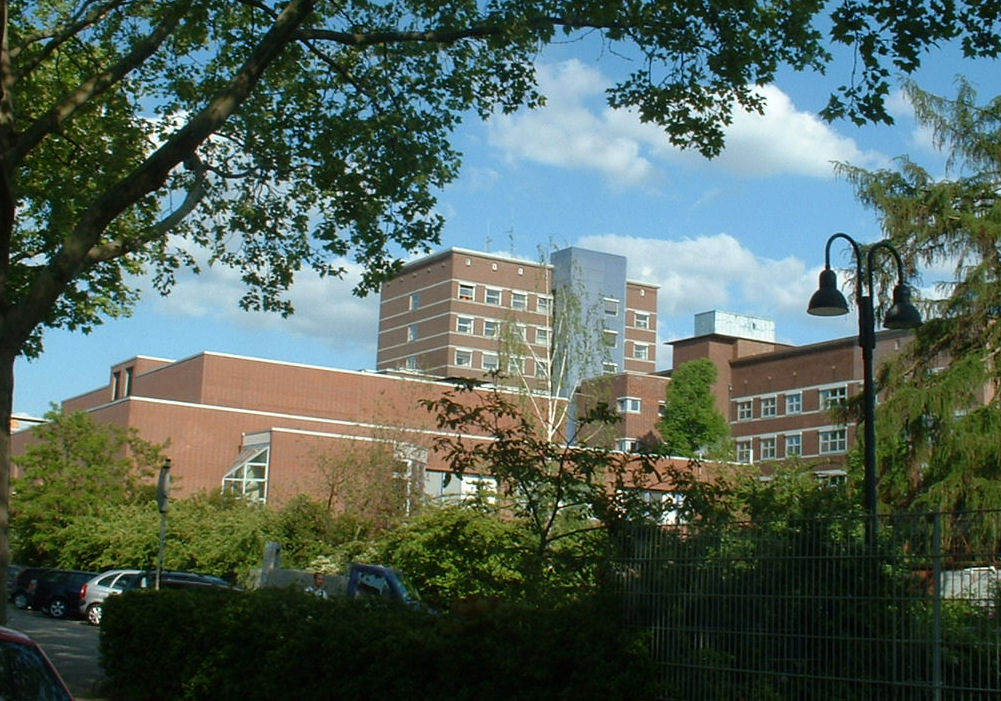
St.-Marien-Krankenhaus

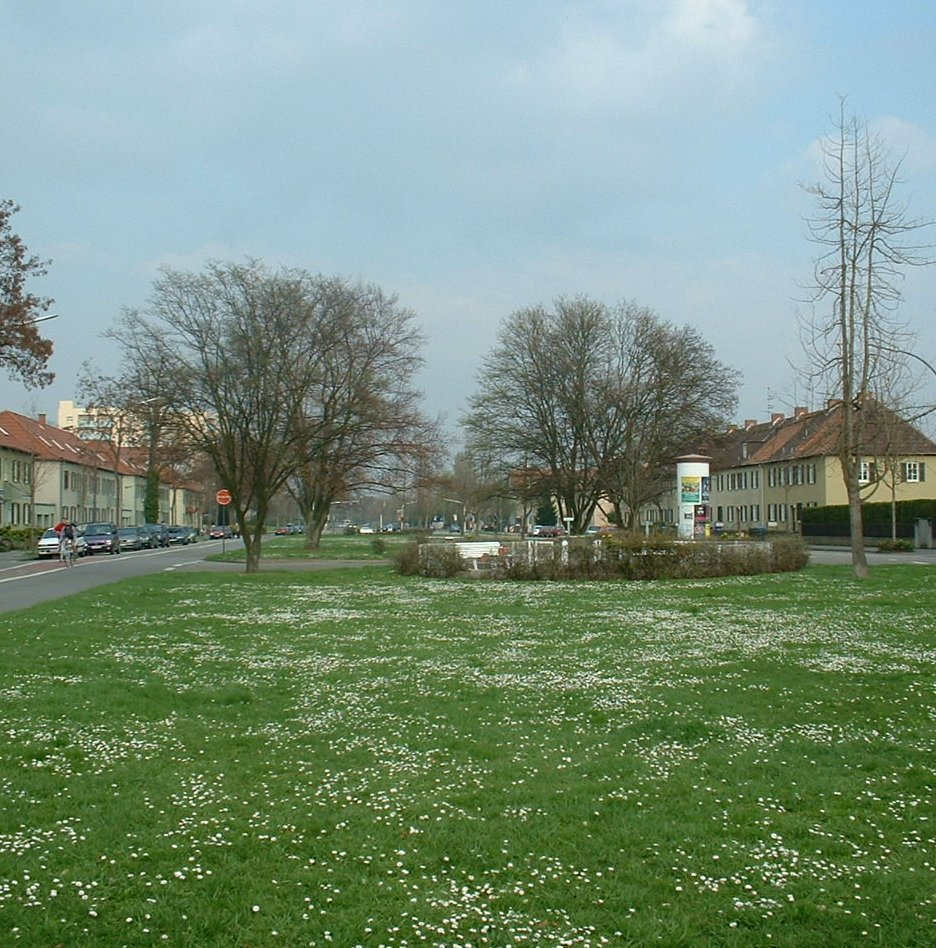
Raschigstraße

Unmittelbar nach dem Eintrag ins Genossenschaftsregister wandte sich die Baugenossenschaft mit Eingaben auf Erwerb von Grund und Boden, aber auch um Fürsprache beim königlich bayerischen Bezirksamt, bei dem ein Zuschuss zu den Gründungskosten beantragt war, an das Bürgermeisteramt. Im Protokollbuch wurde am 4. Mai 1911 vermerkt, dass eine Unterredung mit Bürgermeister Friedrich Krafft eine günstige Erledigung des Gesuchs erhoffen lässt.
Inzwischen war man davon abgekommen, Baugelände zu kaufen, und befasste sich stattdessen mit Fragen des Erbbaurechts. In Mannheim informierte man sich bei der dortigen Gartenstadtgenossenschaft über deren Erfahrungen.
Im Herbst 1911 beauftragt der Haupt-, Bau- und Finanzausschuss des Gemeinderats das Bauamt, „einen großzügigen Plan zu entwerfen, der das Gebiet von der Maudacher Straße in der Richtung nach Oggersheim umfaßt“. 1912 traten der Stadtsekretär Paul Dissinger, Stadtbaumeister Markus Sternlieb sowie Oberbürgermeister Friedrich Krafft der Genossenschaft bei. Ohne diese drei Personen wäre die weitere Entwicklung kaum denkbar gewesen.

## Die Gartenvorstadt-Genossenschaft
Inzwischen hatten die Mitglieder der Mannheimer Gartenvorstadt-Genossenschaft durch die frühe Unterstützung von wohlhabenden Bürgern und der Stadt Mannheim mit dem Bau begonnen. Ein Besuch der Ludwigshafener bei ihren Mannheimer Kollegen ist im Geschäftsbericht als „Markstein in der Geschichte unserer Genossenschaft“ vermerkt.
Am 24. April 1913 erlebte der Ludwigshafener Gemeinderat eine harte Auseinandersetzung, die von Interessengegensätzen bestimmt wurde. Der Rat beschloss unter dem Vorsitz von Oberbürgermeister Friedrich Krafft, der Baugenossenschaft 26.440 m² städtischen Geländes auf dem Mundenheimer Hochfeld in Erbpacht zu überlassen, sowie eine Beleihung bis zu 80 Prozent der Darlehenshöhe zu genehmigen. Der Rat erklärte in dieser Sitzung die Wohnungsfürsorge zu einer Hauptaufgabe der Stadtverwaltung.
Die Genossenschaft pachtete das Gelände auf 62 Jahre. Die Kosten für die Erschließung hatte die Genossenschaft der Stadt Ludwigshafen mit jährlich vier Prozent zu verzinsen.
Die Grundstücksfrage wurde im Dezember 2004 dahingehend gelöst, dass die Baugenossenschaft die Grundstücke von der Stadt erwarb. Dies geschah vor dem Hintergrund, dass der Zins bei einer Verlängerung der Erbpacht zu hoch gewesen wäre. Dies hätte sich unmittelbar auf die Mieten ausgewirkt.

## Der Wettbewerb
In der gut besuchten Hauptversammlung am 7. Mai 1913, wurde unter der Leitung von Paul Dissinger beschlossen, einen Architektenwettbewerb auszuloben, um Entwürfe für die Bebauung zu erhalten. Im Oktober 1913 lagen dem Preisgericht 26 Entwürfe vor. Die Juroren vergaben den 1. Preis an den Entwurf der Ludwigshafener Architekten Karl Schuler und Karl Latteyer mit dem Motto „Sonnige Au“. Auch der 2. Preis ging an dieselben Architekten für einen zweiten Entwurf mit dem Motto „Aus Erfahrung“. Den 3. Preis bekam ein Entwurf des ebenfalls in Ludwigshafen ansässigen Architekten Otto Schittenhelm. Die Ergebnisse wurden den Mitgliedern und sonstigen Interessenten im Rahmen einer Ausstellung im Pfälzer Hof gezeigt.
Eine Umfrage unter den Mitgliedern im Dezember ergab, dass 20 Zwei-Zimmer- und sechs Drei-Zimmer-Häuser erstellt werden sollen. Den Auftrag zur Planung und Bauausführung erhielten die Architekten Schuler und Lattayer. Zur Ausführung kommen die Haustypen des erstplatzierten Entwurfs und der Baulinienplan des zweitplatzierten.

## Erster Spatenstich
Der erste Spatenstich erfolgte am 14. April 1914 (Osterdienstag) an der Wachenheimer Straße. Im Sommer war das Richtfest, der Erstbezug erfolgte Ende des Jahres, kurz vor Ausbruch des Ersten Weltkriegs, der dann aber weitere Baumaßnahmen verhinderte.
Da die Einfamilienhäuser der Baugenossenschaft eine kleine Siedlung bildeten, war damit der Grundstein für den Stadtteil Gartenstadt gelegt. In der Hauptsache wurden die Häuser von Arbeitern und ihren Familien bezogen. Die Miete betrug je nach Größe (2–4 Zimmer mit Wohnküche) zwischen 26 und 46 Mark monatlich. Die Nutzung des Hausgartens war im Mietpreis inbegriffen.
Im Vergleich zu den Stadtteilen Nord und Süd waren die Verhältnisse paradiesisch, ohne Industrie-Emissionen, ohne die im Massenwohnungsbau üblichen engen und dunklen Hinterhöfe. Die Kinder lebten in dieser Umgebung auf, lang wurde allerdings ihr Schulweg. Bis nach Mundenheim mussten die Kinder mindestens zweimal täglich laufen. Erst 1917 wurde eine Haltestelle der Lokalbahn Ludwigshafen–Meckenheim und 1929 die erste Omnibuslinie eingerichtet.

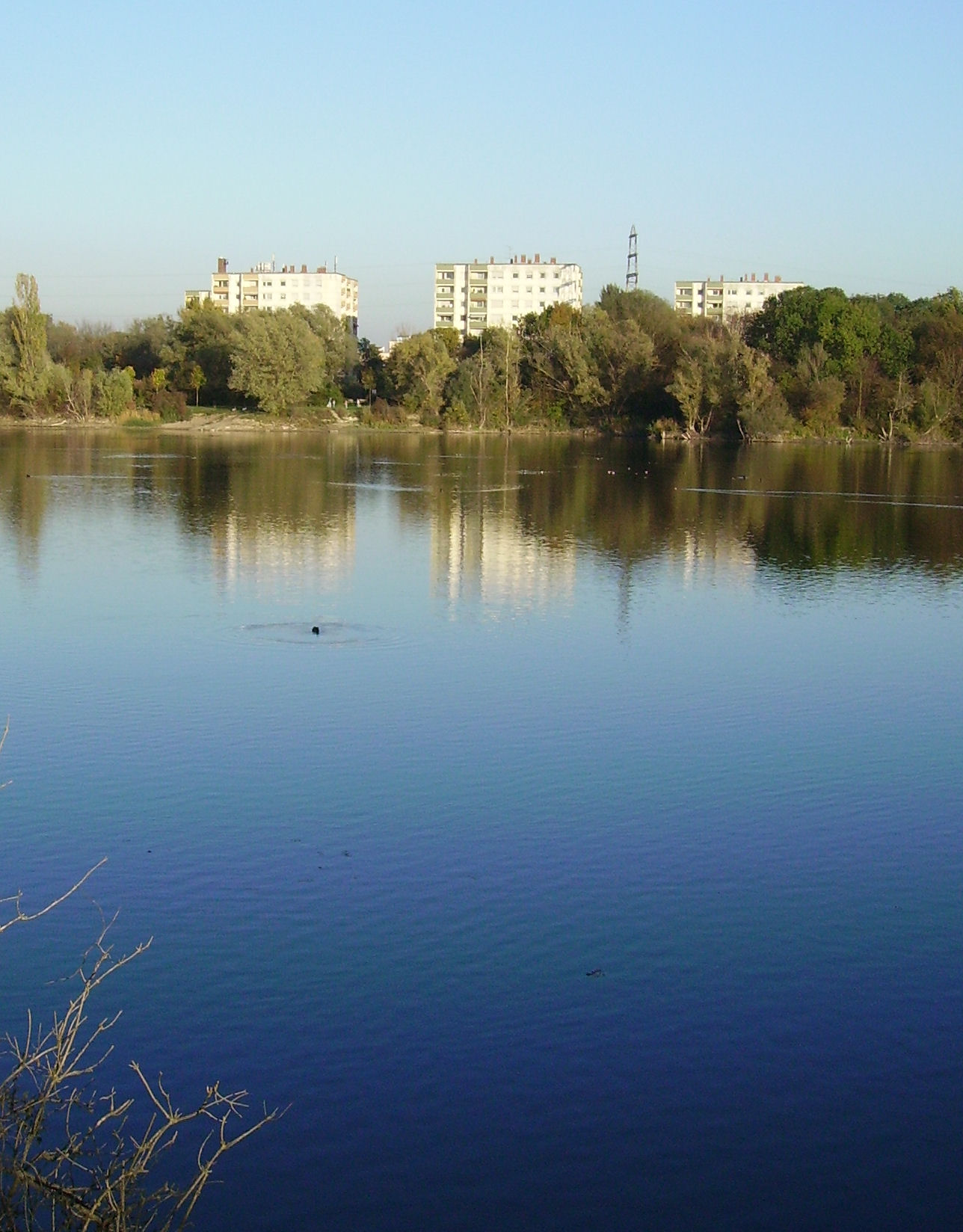
Weiher

Durch die Haltung von Schweinen, Ziegen, Hasen und Geflügel sowie Obst- und Gemüse-Anbau in den Hausgärten wurde der Speiseplan in der Kriegs- und Nachkriegszeit verbessert. Eigene Einkaufsmöglichkeiten standen der jungen Siedlung noch nicht zur Verfügung. Bäcker, Metzger, ein Arzt, aber auch etliche Behörden befanden sich in Mundenheim.

## Erster Weltkrieg
An eine Fortsetzung der Bautätigkeit war nach Beginn des Ersten Weltkriegs nicht mehr zu denken. Bereits der erste Bauabschnitt konnte nur noch unter Schwierigkeiten fertiggestellt werden. Auch mit der Finanzierung stand es nicht zum Besten. Statt des vorgesehenen Eigenkapitals von 20 Prozent konnten nur noch 11,5 Prozent der Baukosten aufgebracht werden, während man den Rest durch Darlehen bei der Stadtsparkasse finanzieren musste. Für den ersten Bauabschnitt wurden insgesamt 175.000 Mark aufgewendet, also weniger als 5000 Mark pro Haus.
Am 1. Februar 1918 notierte der General-Anzeiger: „... dass die Unterbringung von Familien mit Kindern in einem einzigen Raum, sowie die Benutzung unbewohnbarer Räume im Dachstock oder Hinterhaus nicht mehr zu den Seltenheiten gehört“. So sehr hatte sich der Wohnungsmangel, der Ludwigshafen seit seiner Gründung anhing, in den Kriegsjahren verschärft. Der General-Anzeiger rechnete Ludwigshafen zu denjenigen Städten, die am meisten von der Wohnungsnot betroffen seien. Die Zahl der leerstehenden Wohnungen sank von drei auf ein Prozent, über 2000 Menschen suchten eine Wohnung.
Die Stadtverwaltung richtete daraufhin einen Ausschuss zur Förderung des Wohnungsbaus ein, an dem die Baugenossenschaft Gartenstadt mit zwei Mitgliedern beteiligt war.

## Fritz Raschigs Spende
1919 wurde dank einer Spende des Ludwigshafener Unternehmers Fritz Raschig auf dem Hochfeld mit dem Bau einer Kriegerheimstättensiedlung für Weltkriegsveteranen begonnen. Raschig hatte bereits 1916 Oberbürgermeister Friedrich Krafft mitgeteilt, dass er der Stadt ein Gelände von 200.000 m² schenken wolle. Die Stadt solle 100.000 m² aus ihrem Grundbesitz dazugeben und weitere 150.000 m² hinzukaufen, um damit den Bau von Kriegerheimstätten zu fördern.
Auf dem Gelände, das die Stadt der Stiftung hinzufügte, stand bereits die Siedlung der Gartenstadt-Genossenschaft von 1914. Die weiteren Bauten entstanden bis 1935 ebenfalls auf diesem Terrain. Auch die BASF beteiligte sich an dem Projekt mit 500.000 Mark.
Um die Genossenschaften zu stärken, wurde von Fritz Raschig ein Zusammenschluss der Baugenossenschaften angeregt. Dies wurde jedoch sowohl von der Baugenossenschaft Ludwigshafen (1897) als auch von der Baugenossenschaft „Eigenheim“ Ludwigshafen (1914) abgelehnt. Ende 1918 wurde dann mit der Projektierung der Erweiterung der bestehenden Anlage begonnen. Der Auftrag ging an den Verfasser des drittplatzierten Wettbewerbsentwurfs von 1913, Otto Schittenhelm.

## Nach dem Ersten Weltkrieg
Am 16. April 1919 wurde von der Hauptversammlung der Baugenossenschaft Gartenstadt beschlossen, weitere 80 Neubauten zu errichten, davon 30 Häuser mit drei Zimmern und Küche sowie 50 Häuser mit zwei Zimmern und Küche.
Vom Stadtrat wurden die gleichen Konditionen für den Erbbauvertrag und die Finanzierung gewährt wie schon 1913. Von der bayerischen Landesregierung kamen Zuschüsse für sogenannten „verlorenen Mehraufwand“ hinzu, das war die Differenz zwischen den tatsächlichen Kosten und den Vorkriegspreisen (Friedenskosten), was in diesem Fall mehr als 1,5 Millionen Mark ausmachte.
Der Vorsitzende des Aufsichtsrats, Paul Kleefoot, wollte mit dem Bau des zweiten Bauabschnitts zugleich ein Genossenschaftshaus errichten. Der Konsumverein entschied sich jedoch für die kleinere Lösung und gab nur Mittel für den Bau eines Ladengeschäfts frei. Somit begann der Bau von 81 Häusern mit dem ersten Spatenstich am 1. Juli 1919. Von den 81 Häusern wurden 16 an der Maudacher Straße, 17 an der Wachenheimer Straße, 11 an der Deidesheimer Straße und 22 am damaligen Hambacher Platz errichtet.
Vom Äußeren her unterscheiden sich diese Häuser deutlich von denen des ersten Bauabschnitts, was aber nicht für den Grundriss gilt. Zu jedem der neuen Häuser gehörte nun ein Stall, aber noch kein Badezimmer, dessen Funktion die Waschküche übernahm. Da ab 1920 auch Strom zur Verfügung stand, wurden die neuen Häuser neben dem Wasser- und dem Gas- auch mit einem Stromanschluss versehen.
Es gelang nicht, die Bauten bis zum Jahresende 1919 fertigzustellen – unter anderem, weil Zement- und Holzlieferungen nicht pünktlich ankamen. Letztendlich musste die Bauleitung sich darauf beschränken, die Bauten vor Eintritt des Winters mit einem Dach zu versehen.

## Lage
Die Ludwigshafener Gartenstadt liegt zwischen den Stadtteilen Mundenheim und Maudach. Sie ist dreigeteilt in:
- Hochfeld (auf dem Hochufer einer ehemaligen Rheinschlinge)
- Niederfeld (liegt fünf Meter niedriger als Hochfeld auf dem ehemaligen Schwemmland des Rheins)
- Ernst-Reuter-Siedlung (im Süden der Gartenstadt)

## Politik

### Ortsbeirat
Politisches Gremium für den Ortsbezirk ist der Ortsbeirat Gartenstadt und der Ortsvorsteher. Der Ortsbeirat hat 15 Mitglieder. Er ist zu allen wichtigen, den Ortsbezirk betreffenden Fragen zu hören.
Zur Zusammensetzung des Ortsbeirats siehe die Ergebnisse der Kommunalwahlen in Ludwigshafen am Rhein.

### Ortsvorsteher
Andreas Rennig (SPD) wurde 2019 Ortsvorsteher der Gartenstadt. Bei der Stichwahl am 16. Juni 2019 hatte er sich mit einem Stimmenanteil von 57,11 % gegen den bisherigen Amtsinhaber durchgesetzt. Auch 2024 musste er sich wieder einer Stichwahl stellen. Am 23. Juni setzte er sich mit einem Stimmenanteil von 53,7 % gegen den CDU-Bewerber durch, nachdem bei der Kommunalwahl am 9. Juni 2024 keiner der ursprünglich sechs Bewerber die notwendige Mehrheit erreicht hatte.
Rennigs Vorgänger Klaus Schneider (CDU) hatte das Amt 20 Jahre ausgeübt.

## Bewohner
- Apache 207 (* 1997), deutscher Rapper, wuchs in der Gartenstadt auf
- Helmut Kohl (1930–2017) war, bevor er nach Oggersheim zog, als Ministerpräsident von Rheinland-Pfalz Landtagsabgeordneter der Gartenstadt.
- Werner Ludwig (1926–2020), der 28 Jahre lang der Oberbürgermeister von Ludwigshafen war, wohnte seit den 1960er Jahren in der Gartenstadt.
- André Schürrle (* 1990), deutscher Profifußballer, wohnte in seiner Jugend in der Gartenstadt
- Otto Feick (1890–1959) erfand hier das Rhönrad.[7]
- Gringo Mayer (* 1988), Musiker, wuchs in der Gartenstadt auf